# Булавник беленовый
Булавник беленовый или клоп беленовый (лат. Corizus hyoscyami) — вид насекомых семейства булавников.

## Описание
Тело уплощенное киноварно-красное длиной 7—10 мм. Усики и хоботок чёрные. Голова треугольная, по бокам с чёрными пятнами. Усиковые бугорки острые. Первый членик усиков короткий, не заходит или едва заходит за вершину головы, третий членик обычно короче и уже четвёртого членика. Кориум и клавус полностью точечные, непрозрачные, со слабо выпуклыми жилками. На перепоночке надкрылий больше 15-ти жилок. Переднеспинка в задней части с двумя прямоугольными или почковидными пятнами. Последний сегмент брюшка сверху чёрный.

## Распространение
Булавник беленовый встречается в Европе, Сибири, Передней Азии, Китае и Казахстане. Встречается также в Ориентальной области.
Подвид Corizus hyoscyami hyoscyami (Linnaeus, 1758), обитает в большинстве стран Европы. В ареал подвида Corizus hyoscyami nigridorsum (Puton, 1874), входят Италия, Испания. Тунис и Марокко.

## Образ жизни
В мае выходят из зимней спячки. Яйца откладываются в июне. Личинки обычно питаются соком белены, иногда вредят табаку, стальнику колючему. аистнику и бобовым. Взрослые — полифаги. Перед наступлением зимы, взрослые особи впадают в диапаузу.

## Можно спутать

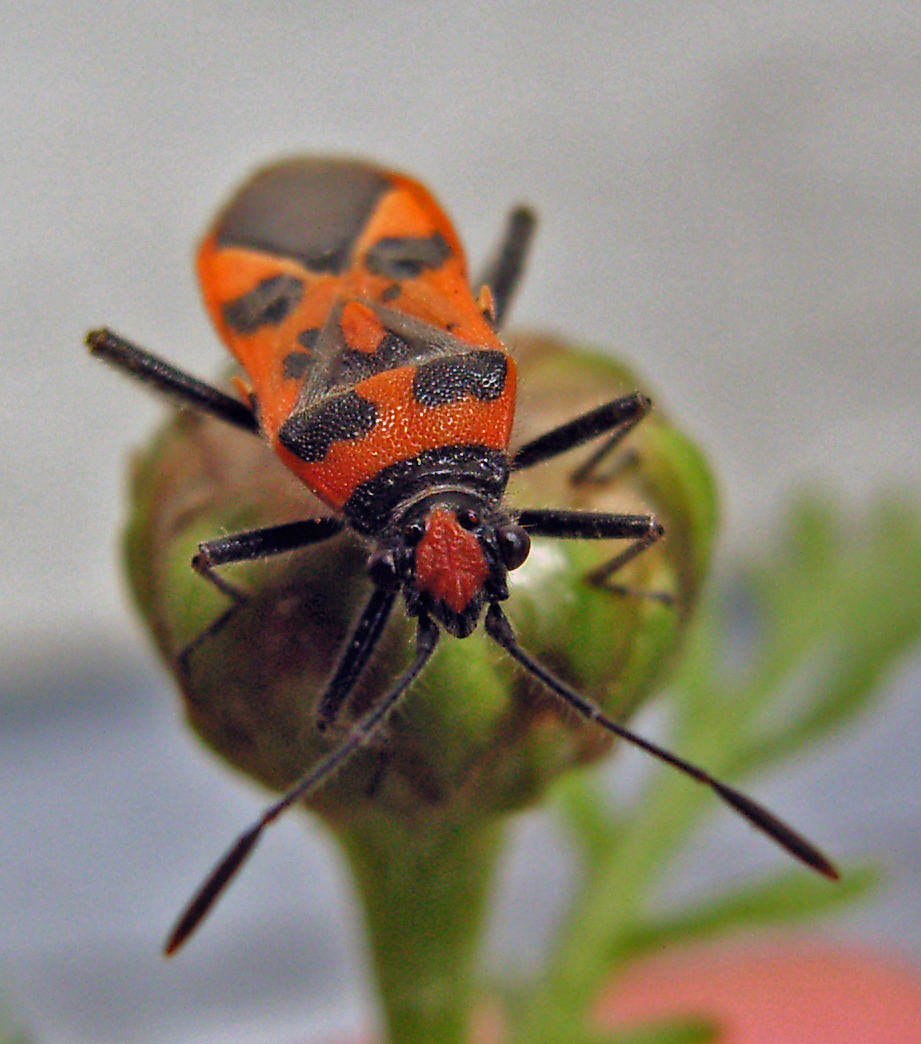
Corizus hyoscyami
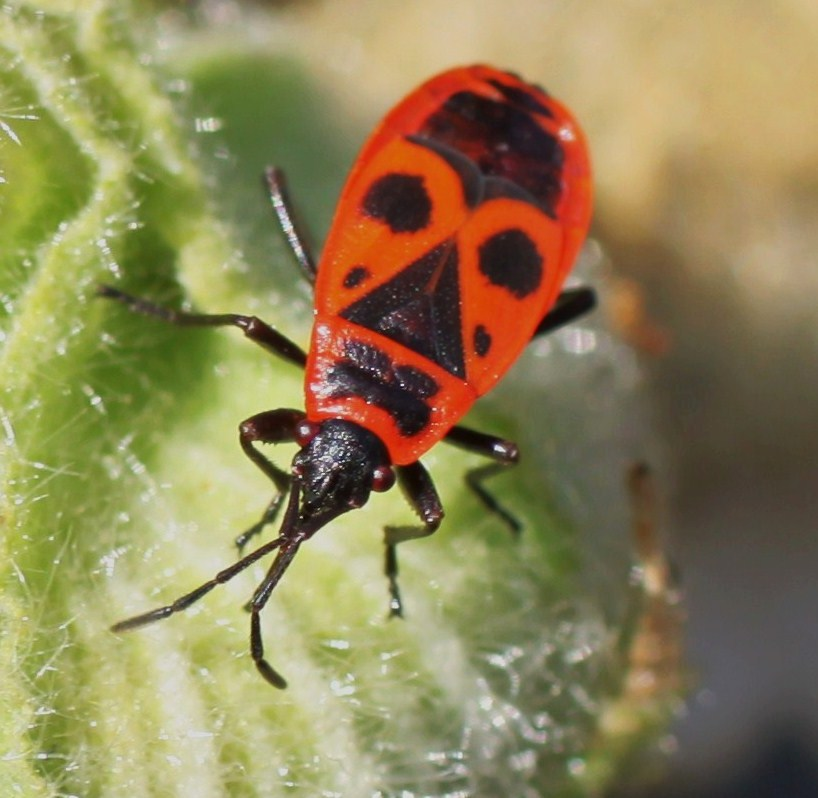
Pyrrhocoris apterus